# Торбеево (Козельский район)
Торбеево — деревня в Козельском районе Калужской области. Входит в состав Сельского поселения «Село Бурнашево».
Расположено примерно в 4 км к северу от села Бурнашево.

## Население
На 2010 год население составляло 36 человек.